# Ян Казимир Денгофф
Йога́нн-Казими́р фон Денго́фф (пол. Jan Kazimierz Denhoff, 6 червня 1649, м. Варшава — 20 червня 1697, м. Рим) — державний діяч Речі Посполитої, кардинал Римо-Католицької Церкви. Автор кількох богословських праць.

## Біографія
Представник шляхетського роду Денгоффів гербу Денгофф. Син підкоморія коронного Теодора Денгоффа і Катерини фон Бессен. Ім'я отримав від Яна II Казимира — хресного батька. Початкову освіту здобув у Решелі і Пултуську. Закінчив єзуїтську колеґію у Варшаві. 1666 року став настоятелем Могільського монастиря. У 1670—1674 роках у Франції вивчав теологію і канонічне право. 1674 року відвідав Рим. Виконував обов'язки посла Речі Посполитої в Римі. 1683 року під час перебування в Римі тимчасово оселився у місцевому монастирі тринітаріїв босих. Зацікавився цим згромадженням, організував створення польського відгалуження ордену. Перших ченців прислано з Іспанії у 1685 році до Львова, де вони утворили перший тринітарський монастир на території Польщі та нинішньої України (див. Монастир тринітаріїв (Львів)). 1686 року отримав титул кардинала. 1688 року зрікся посади каноніка варшавського і став єпископом Чезени. Помер у Римі.